# Шоссейные сезонные соревнования
После Второй мировой войны когда велоспорт становится всё более международным и коммерческим, возникает необходимость в создании систем оценки, которые позволяли бы оценивать гонщиков и команды по итогам всего сезона, а не только по отдельным победам. Хороший командный рейтинг лучше влиял на вопросы связанные со спонсорством, в то время как индивидуальный давал гонщику возможность улучший свой контракт. На протяжении многих лет были созданы различные системы оценки и ранжирования как при поддержки коммерческих фирм так и официальными велосипедными организациями.

## Рейтинги

### Challenge Desgrange-Colombo (1948 - 1958)
Challenge Desgrange-Colombo становится международным соревнованием по велоспорту, проводившимся с 1948 по 1958 год и организованный газетами из Франции, Италии и Бельгии. В него входят самые важные однодневные гонки и два гранд-тура. Среди победителей с тремя победами отмечаются швейцарец Фердинанд Кублер и бельгиец Альфред Де Брюйн. 

### Super Prestige Pernod (1959 - 1987)
Разногласия между организаторами Desgrange-Colombo приводят к его исчезновению. Тем временем компания Pernod организовывает в 1958 году во Франции премию Prestige Pernod для лучшего французского велогонщика. Из-за исчезновения Desgrange-Colombo организовывается новый международный зачёт под названием Super Prestige Pernod, который начинает выступать в качестве неофициального чемпионата мира по велоспорту. Он должен лучше отражать успехи гонщиков, чем однодневная гонка на Чемпионате мира.
В его состав входят как однодневные так и многодневные велогонки.  Из-за большого давления со стороны спонсоров добавляются новые гонки, а начисляемые за них очки становятся различными в зависимости от их значимости. Введение закона о запрете алкогольной продукции в спорте заставляет Pernod по окончании 1987 года прекратить организацию данного турнира.
Бельгиец Эдди Меркс становится рекордсменом по числу побед с семью победами подряд, с 1969 по 1975 год. Французы Жак Анкетиль и Бернар Ино выигрывают трофей четыре раза.

### FICP/UCI Road World Ranking (1984 - 2004)
В 1984 году FICP (Fédération Internationale de Cyclisme Professionnel) представляет Всемирный рейтинг, первоначально под названием FICP-Vélo, с 1989 года как FICP Road World Ranking. После слияния FICP с FIAC (Fédération Internationale Amateur de Cyclisme) в 1992 году, турнир с 1993 года становится UCI Road World Ranking для гонщиков, команд и стран.  Это ранжирование происходит на постоянной системе оценок, на основе результатов показанных в гонке, пересчитывается после каждой гонки соревнования и не обнуляется в начале каждого сезона, учитывая таким образом результаты в соревнованиях за последние 52 недели. Всё это существенно отличало его от остальных велошоссейных сезонных турниров, а по своей структуре он был похож на теннисный (ATP Rankings) или футбольный (FIFA World Ranking) рейтинги.
С 1999 года командный рейтинг разделяется на 3 категории, в зависимости от категории команд. Хорошие место в Мировом рейтинге увеличивало рыночную стоимость гонщиков. Но также рейтинг имел важность и для команд, так как по его результатам определяется в каких гонках будет выступать команда. Тем не менее этот рейтинг не имеет влияния и общественного интереса в отличие от подобного в теннисе или гольфе. Ирландец Шон Келли лидировал в рейтинге шесть лет подряд с 1984 по 1989 год.

### UCI Road World Cup (1989 - 2004)
С 1989 по 2004 год UCI организовывает UCI Road World Cup, чтобы заменить Super Prestige Pernod. В его состав входят только однодневные гонок, 10 из которых остаются неизменными каждый год включая все 5 монументальных. Лидер в турнире награждается специальной веломайкой. Цель заключается в интернационализации гонок, чтобы гонщикам стало более интересным выступать в гонках за пределами своей страны. 
Этот турнир, помимо FICP/UCI Road World Ranking, становится основным показателем качества гонщика. Итальянец Паоло Беттини - рекордсмен с тремя мировыми кубками подряд с 2002 по 2004 год. По два раза лучшими становились бельгиец Йохан Мюзеув и два итальяца Маурицио Фондриест и Микеле Бартоли. С 2005 года его заменяет UCI ProTour.

### UCI ProTour (2005 - 2008)
В 2004 году UCI объявляет о создании турнира под названием UCI ProTour, в котором с 2005 года будут представлены самые важные международные соревнования по велоспорту. Восемнадцать велосипедных команд, выполнивших определенные условия, получили статус ProTeam. Они должны были участвовать во всех гонках ProTour. Это правило противоречит планам организаторов многих гонок, включая Гранд-туры, так как они хотят включить в число их участников команды из своих стран. В результате этого разногласия они выходят из ProTour в 2008 году. Это приводит к исчезновению из календаря ProTour значимых гонок включая все гранд-туры, позже объединившимися под названием Исторический календарь. Таким образом ProTour 2008 года включал меньше гонок чем его предыдущие сезоны. Испанец Алехандро Вальверде выигрывает 2 из 4 выпуска ProTour.
В 2009 году заключаются новые соглашения между UCI и основными организаторами гонок, результатом которых становится UCI World Calendar.

#### UCI Continental Circuits (2005 - настоящие время)
Также в 2005 году с целью популяризации шоссейного велоспорта за пределами Европы начинают проводиться континентальные турниры под общим названием UCI Continental Circuits. В них в основном участвуют проконтинентальные и континентальные команды. 
Все гонки разделены на пять независимых календарей по континентальному принципу, в каждом из которых ведётся свои зачёты — Африка, Америка, Азия, Европа и Океания.
С 2007 года на их основе создаются сначала молодёжный UCI Nations' Cup U23, а годом позднее (в 2008) юниорский UCI Men Junior Nations' Cup турниры, в которых проводится только национальный зачёт.

### UCI World Calendar (2009 - 2010)
Происходит объединение UCI ProTour и Исторического календаря под названием UCI World Calendar который включает в себя все их гонки. Чтобы подчеркнуть глобальный характер, также в него включаются гонки проходящие в Австралии и Канаде.

### UCI World Tour (2011 - настоящие время)
Термины ProTour и Исторический календарь исчезают. По аналогии с UCI Continental Circuits создаётся одна глобальная мировая лига с новым мировым рейтингом под названием UCI World Tour. Чтобы продвинуть начатую в последние годы глобализацию дальше за пределы Европы включаются австралийская, две канадских и китайская гонки.

### UCI World Ranking (2016 - настоящие время)
В 2016 году появляется UCI World Ranking по своей структуре схожий с ранее существовавшим FICP/UCI Road World Ranking. Он основан на очковой системе и определяет лучшего гонщика по итогам последних 52-х недель.